# Station West Drayton
Station West Drayton is een spoorwegstation aan de Great Western Main Line in de plaats West Drayton, een buitenwijk ten westen van Londen.

## Geschiedenis
Station West Drayton ligt aan de Great Western Railway, en werd tegelijk met de lijn geopend op 4 juni 1838. Het oorspronkelijke station lag echter iets ten westen van het huidige station en werd verplaatst naar de huidige locatie op 9 augustus 1884 toen de Staines and West Drayton Railway een zijlijn naar Staines werd geopend. Vanaf 1 maart 1883 werd het station bediend door de District Railway met haar dienst tussen Mansion House en Windsor. Deze dienst werd op 30 september 1885 gestaakt omdat die onrendabel was. West Drayton was het knooppunt met de zijlijn naar Staines en eerdere zijlijn naar Uxbridge Vine Street die op 8 september 1856 werd geopend. Deze laatste werd op 10 september 1962 gesloten voor passagiers, maar ten zuiden van het Grand Union Canal bleef de goederendienst tot 8 januari 1979 in bedrijf. De zijlijn naar Staines sloot op 29 maart 1965 voor passagiers, maar goederentreinen rijden nog steeds vanuit West Drayton naar de vliegtuigbrandstofterminal voor Heathrow Airport in Colnbrook en toeslagdepots in Thorney en Colnbrook.
In 1895 kreeg het station de naamWest Drayton and Yiewsley, hetgeen op 6 mei 1974 werd teruggedraaid.
Ter voorbereiding op de Elizabeth line werd de exploitatie van het station eind 2017 namens Transport for London overgeheveld van Great Western Railway naar MTR Crossrail.

## Ligging en inrichting
West Drayton station is gelegen aan de Station Approach in Yiewsley op 22,3 km ten westen van Paddington. Het ligt ten noorden van het centrum van West Drayton en direct ten zuiden van het Grand Union Canal, in de Londense wijk Hillingdon. Het stationsgebouw ligt aan de noordkant van de vijf sporen in het station. Deze sporen zijn genummerd van zuid naar noord, met een zijperron aan de zuidkant en twee eilandperrons tussen de sporen 2 en 3, respectievelijk 4 en 5. Spoor 5 wordt gebruikt door de goederendienst van en naar Colnbrook, spoor 1 en 2 door de Great Western Main Line. In de normale dienst stoppen alleen treinen van de Elizabeth line en de stoptreinen van GWR die gebruik maken van de sporen 3 en 4. De perrons langs spoor 1 en 2 worden alleen gebruikt als de sporen 3 en 4 niet gebruikt kunnen worden wegens onderhoud. De toegang tot de perrons loopt via trappen en een voetgangerstunnel. In het kader van het crossrailproject werd de stationshal uitgebreid met een nieuwe kaartverkoop, werden de perrons verlengd tot ruim 200 meter en kwam er een loopbrug met vier liften zodat de Elizabeth line ook rolstoeltoegankelijk is.

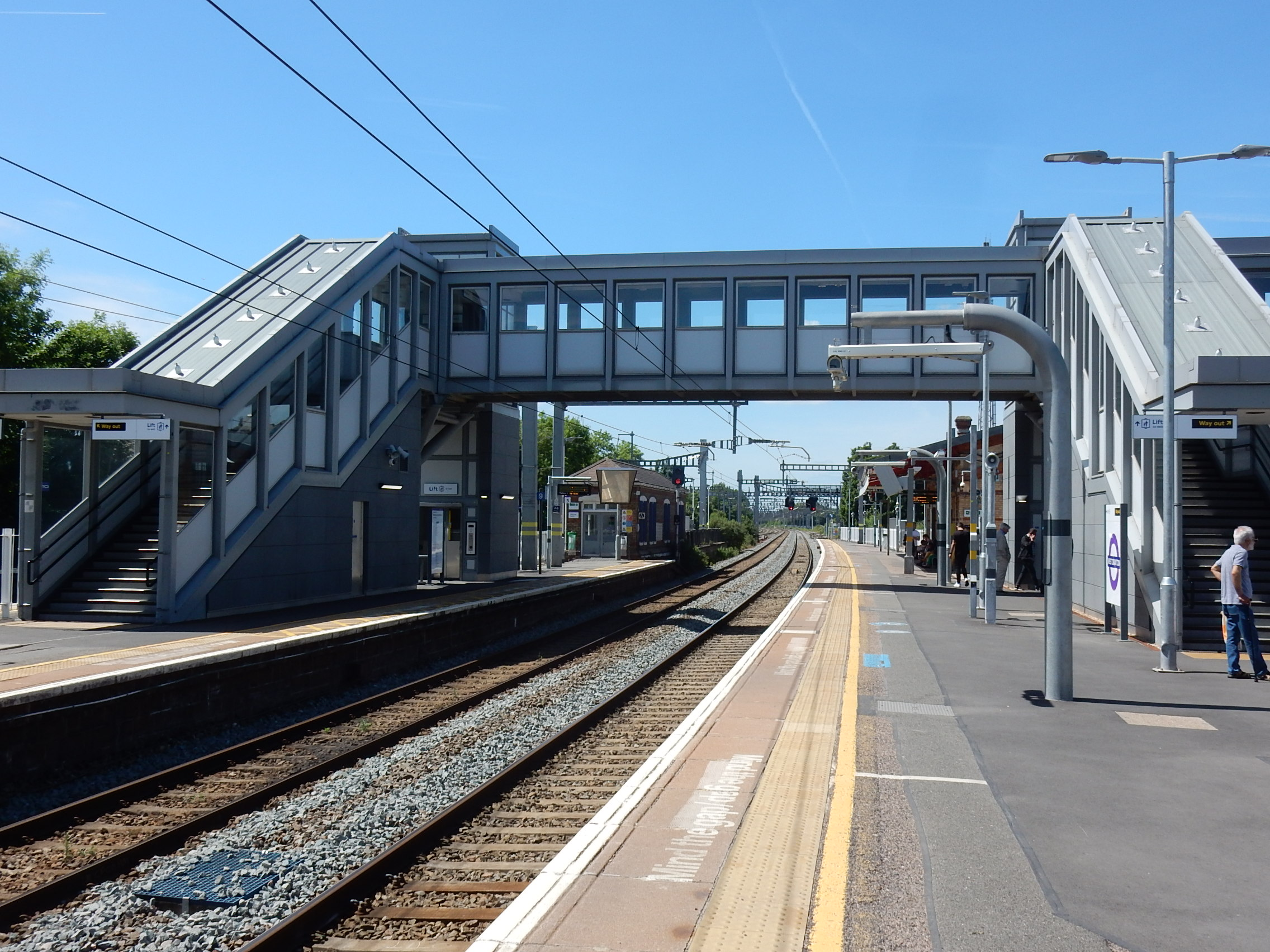
De nieuwe loopbrug met liften op 22 mei 2022.
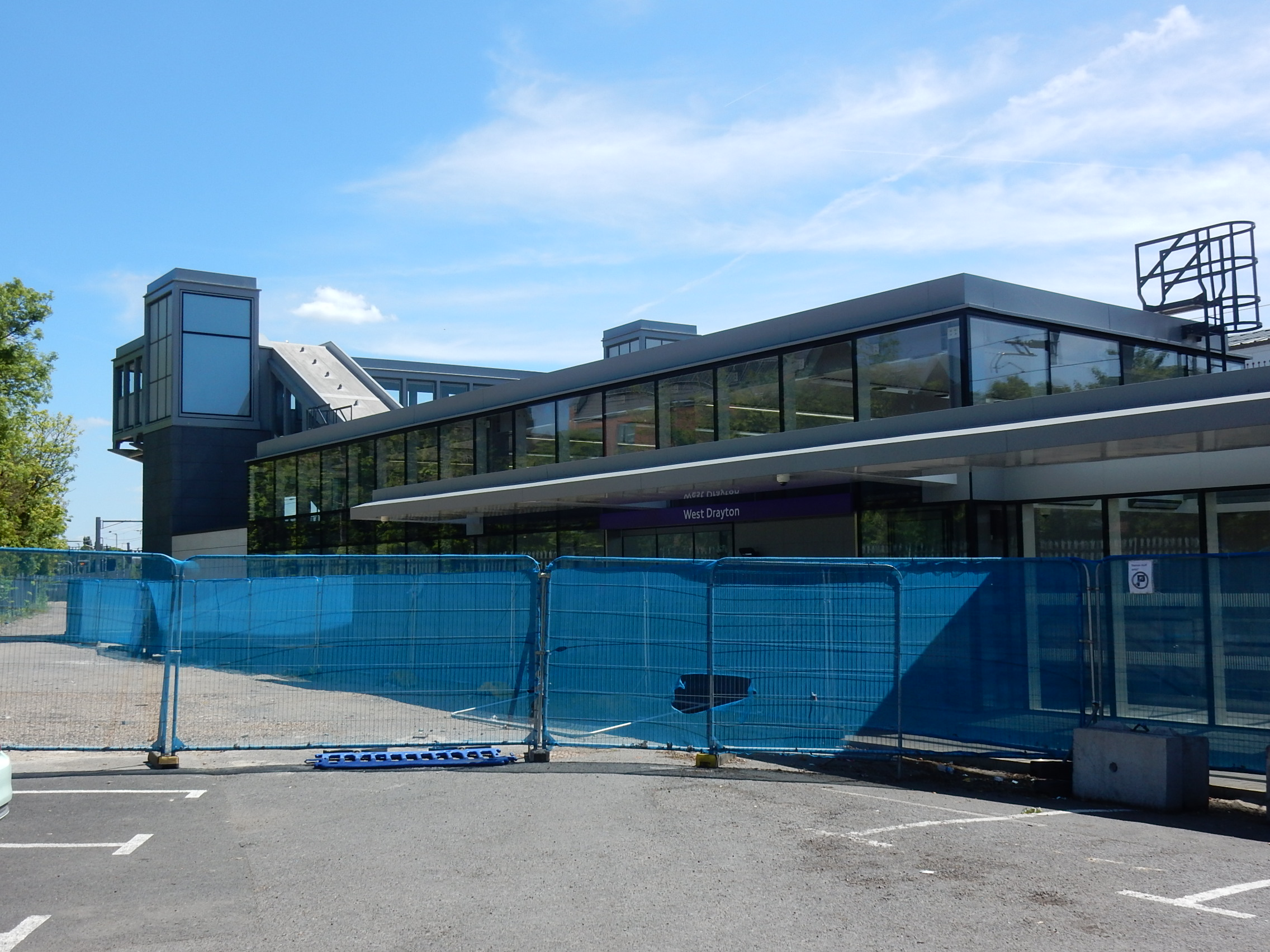
De aanbouw voor de Elizabeth line.
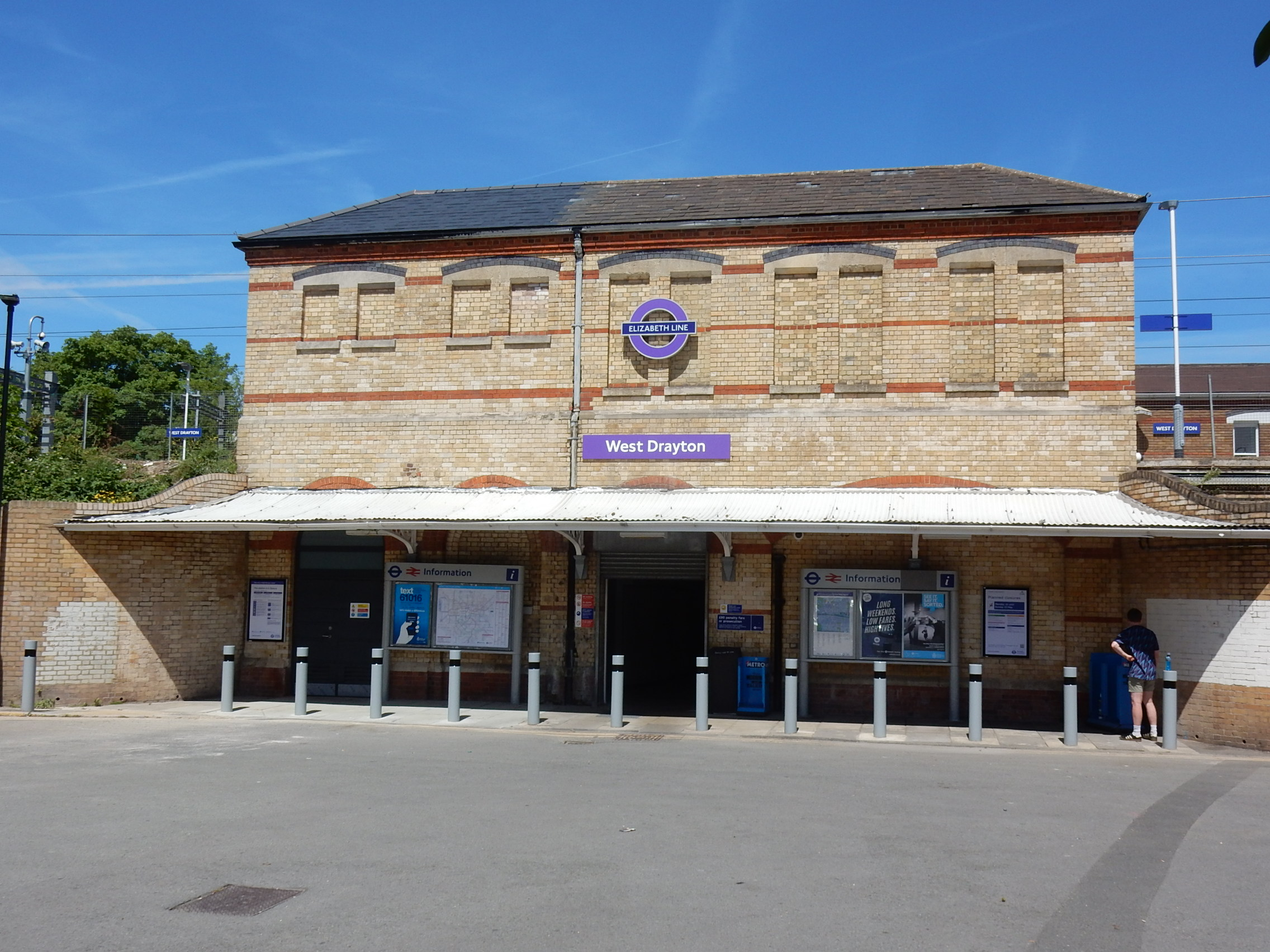
De zuidelijke ingang.

## Reizigersdienst
De diensten van TfL ten westen van Paddington worden sinds 24 mei 2022 gereden onder de naam Elizabeth line al moesten reizigers tot 6 november 2022 in Paddington overstappen tussen de bovengrondse perrons van het westelijke deel van de lijn en de ondergrondse perrons van het oostelijke deel van de Elizabeth line. Een deel van de diensten van de Elizabeth line uit het oosten eindigt in Paddington, vanaf het voorjaar van 2023 worden doorgaande diensten tussen Shenfield en Reading aangeboden.
De normale reizigersdienst omvat:
- Great Western Railway
  - 2 treinen per uur naar London Paddington
  - 2 treinen per uur naar Didcot Parkway
- Elizabeth line
  - 4 treinen per uur naar Maidenhead, waarvan 2 verder naar Reading
  - 4 treinen per uur naar Abbey Wood

De normale reistijd is iets meer dan 20 minuten naar Paddington en iets minder dan 40 minuten naar Reading.